# Spermacoce deserti
Spermacoce deserti är en måreväxtart som beskrevs av Nicholas Edward Brown. Spermacoce deserti ingår i släktet Spermacoce och familjen måreväxter. Inga underarter finns listade i Catalogue of Life.